# Marisa Rodríguez Palop
María Luisa Rodríguez Palop (Llerena, Badajoz, España, 1966) es una periodista española.

## Biografía
Nacida y criada en Llerena (Badajoz), es la segunda de cuatro hermanas: Carmen (1964), artista y profesora; María Eugenia (1970), eurodiputada y profesora universitaria y María Isabel (1973), también periodista.  
A la edad de 10 años ya quería ser periodista y con 17 años abandona Llerena para formarse como periodista. Comienza cursando los dos primeros años de carrera en Sevilla, cuando aún no existía la Facultad de Comunicación de la Universidad de Sevilla a través del 'Centro Español de Nuevas Profesiones'. En el tercer curso se desplaza a Madrid para acabar sus estudios en la Facultad de Ciencias de la Información de la Universidad Complutense de Madrid.
Tras finalizar la carrera en 1988, coincide en una cafetería con María Escario, periodista de RTVE, quien le comenta que había unas becas que daba la universidad para hacer prácticas en Televisión Española, cuando los alumnos habían finalizado la carrera durante la época estival. Tras esa conversación, solicita la beca, a la vez que realiza entrevistas a gente a la cual admiraba: Lina Morgan, Emilio Aragón, Luz Casal…, que luego vende a revistas. Gracias a la nota de la universidad y a las entrevistas, consigue una beca para trabajar en el Área de Economía de los 'Telediarios'. 
Tras finalizar la beca regresa a Llerena, donde trabaja en el taller de su padre y tras leer en el periódico que se iba a inaugurar el Centro Territorial de RTVE en Extremadura en septiembre de 1989, fue al centro y la contrataron junto con su compañera Carmen Romero Marí. En RTVE Extremadura permanece tres años, hasta 1992. En esa etapa cubre entre otras noticias, la tragedia de Puerto Hurraco. También editó y presentó el informativo de tarde y durante un año fue jefa de Informativos en funciones. De ahí pasó a RTVE Andalucía, donde estuvo hasta diciembre de 1996. Durante esos cuatro años se especializa en información parlamentaria, tarea que compatibilizaría más tarde con la edición y presentación del 'Informativo territorial'. También participa en varios operativos especiales de TVE, entre ellos la boda de los Duques de Luego o la visita del Papa Juan Pablo II a Andalucía. 
En enero de 1997 comienza una nueva etapa en la sede central de los Informativos de TVE en Torrespaña (Madrid), cubriendo durante siete años la información de Presidencia del Gobierno. En este ciclo cubre la Presidencia española de la UE y todos los Consejos Europeos, Cumbres Iberoamericanas, Cumbres de la OTAN, reuniones del G8, Cumbres de Alto Nivel, Foros económicos y reuniones bilaterales en las que participa el Gobierno de España durante dos legislaturas.
En 2004 informa sobre los atentados del 11-M en Madrid. Ese mismo año entra a formar parte del Área de Sociedad de los 'Telediarios', donde permanece hasta diciembre de 2007. En esta etapa realiza reportajes sociales por toda España y también fuera del país. Como reportera cubre entre muchas otras noticias, la muerte del Papa Juan Pablo II, la boda de los Príncipes de Asturias, el incendio de Guadalajara, el desastre del volcán Mayón en Filipinas e informa sobre la situación de la mujer en los países árabes o sobre la escolarización en zonas deprimidas de Bolivia y El Salvador, visitando proyectos de varias ONG y de Unicef.
En enero de 2008 es nombrada corresponsal de TVE en Lisboa y un año más tarde pasa a ser la responsable de la oficina de TVE en Roma, hasta junio de 2014 —excepto un periodo de diez meses que estuvo fuera, entre abril de 2012 y febrero de 2013—. En esta etapa como corresponsal de TVE para Italia y Vaticano, cubre entre otras noticias, el terremoto de L'Aquila, la crisis política del gobierno de Berlusconi, varios procesos electorales, el naufragio del crucero Costa Concordia o la renuncia del Papa Benedicto y el cónclave que eligió a Francisco.
Entre julio de 2014 y agosto de 2019 es corresponsal de TVE en París. Este periodo coincide con el del autoproclamado califato del Daesh. Desde París informa sobre los atentados del Charlie Hebdó en enero de 2015, los del 13 de noviembre de ese mismo año en la Sala Bataclan, bares y restaurantes de París o el de Niza; también cubrió las elecciones presidenciales que dieron la victoria a Macron, la crisis de los chalecos amarillos, el Mundial de fútbol o el incendio en la Catedral de Notre Dame.
En septiembre de 2019 regresa a Madrid, primero como editora del Canal 24 horas y después como coordinadora de información de La mañana de La 1 de Televisión Española hasta julio de 2020. Entre el 12 de septiembre de 2020 y el 17 de diciembre de 2022 pasa a ser redactora y presentadora de Informe semanal, el veterano programa de reportajes emitido por La 1 de TVE.
El 8 de enero de 2023 le es concedida una excedencia de RTVE y es directora de comunicación de Iryo.